# Viện Công nghệ vũ trụ (Việt Nam)

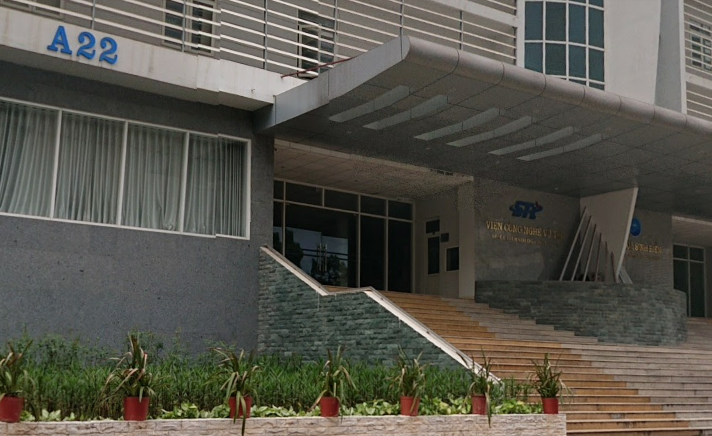
Trụ sở tại 18 Hoàng Quốc Việt, Cầu Giấy, Hà Nội

Viện Công nghệ Vũ trụ (tiếng Anh: Space Technology Institute, viết tắt là STI) được Chính phủ Việt Nam thành lập vào ngày 20 tháng 11 năm 2006. Đây là cơ quan nghiên cứu vũ trụ duy nhất ở Việt Nam tại thời điểm đó, và cũng là một cơ quan chức năng, trực thuộc của Viện Hàn lâm Khoa học và Công nghệ Việt Nam. Viện Công nghệ Vũ trụ (STI) là một bước ngoặt đầu tiên trong lĩnh vực khoa học công nghệ vũ trụ của Việt Nam. Và cũng là bước đầu của công cuộc: Việt Nam trở thành chủ của Diễn đàn vũ trụ khu vực châu Á-Thái Bình Dương.

## Lịch sử
Tháng 6 - 2006, Thủ tướng Chính phủ đã phê duyệt "Chiến lược nghiên cứu và ứng dụng công nghệ vũ trụ đến năm 2020", để thực hiện chiến lược này, 20 tháng 11 năm 2006, Viện Công nghệ Vũ trụ đã được thành lập.

## Chức năng
Viện Công nghệ Vũ trụ Việt Nam có chức năng:
- Nghiên cứu và phát triển các lĩnh vực khoa học và Công nghệ Vũ trụ để làm chủ công nghệ vệ tinh nhỏ. Triển khai ứng dụng khoa học và Công nghệ Vũ trụ (CNVT) trong thực tiễn, cung cấp các dịch vụ gia tăng trong lĩnh vực về CNVT;
- Phát triển cơ sở hạ tầng về nghiên cứu và ứng dụng CNVT: Các phòng thí nghiệm và cơ sở thử nghiệm CNVT, vệ tinh quan sát Trái Đất, các trạm mặt đất…;
- Tư vấn với các cơ quan quản lý Nhà nước về các chính sách phát triển ứng dụng CNVT, các vấn đề pháp lý trong việc sử dụng khoảng không vũ trụ; đóng vai trò cơ quan thường trực giúp việc chuyên môn cho Ủy ban Vũ trụ Việt Nam. Cung cấp thông tin về ứng dụng và phát triển CNVT phục vụ công tác quản lý và yêu cầu của các ngành sản xuất, dịch vụ.
- Đào tạo cán bộ trên đại học, tham gia đào tạo tại các trường đại học và phổ biến kiến thức về CNVT.
- Hợp tác quốc tế về các lĩnh vực khoa học và công nghệ vũ trụ.

Các lĩnh vực hoạt động của Viện:
- Nghiên cứu và phát triển công nghệ vệ tinh nhỏ quan sát Trái Đất và thiết kế các trạm thu ảnh vệ tinh khí tượng.
- Nghiên cứu và chế tạo thiết bị:
  - Nghiên cứu, chế tạo các phổ kế siêu cao tần thụ động: L, C, X.
  - Nghiên cứu các phương pháp đo độ ẩm đất và sinh khối thực vật, cấu trúc về bề mặt đất, ảnh hưởng của độ che phủ thực vật đến độ bức xạ của lớp đất phía dưới.
  - Nghiên cứu phương pháp đo độ mặn và nhiệt độ mặt nước biển SST...
- Công nghệ viễn thám, GIS và GPS
  - Phát triển công nghệ viễn thám, GIS, GPS nhằm quản lý các dạng tài nguyên thiên nhiên và môi trường tự nhiên, thành lập các bản đồ tài nguyên thiên nhiên, thực hiện các bài toán phục vụ quy hoạch lãnh thổ, xây dựng cơ sở dữ liệu về tài nguyên môi trường.
  - Phát triển các dạng tích hợp viễn thám, GIS và GPS trong các mô hình toán học, làm mới cơ sở dữ liệu bằng thông tin viễn thám.
- Viễn thám ứng dụng
  - Nghiên cứu và phát triển các ứng dụng mới, thúc đẩy việc ứng dụng công nghệ viễn thám và GIS trong điều tra tài nguyên thiên và giám sát môi trường.
  - Phát triển các phần mềm nhằm đưa vào ứng dụng các kỹ thuật xử lý ảnh mới.
- Động lực học vũ trụ và cơ điện tử chính xác
  - Nghiên cứu, thiết kế chế tạo vệ tinh Pico/Nano
  - Động lực học bay và điều khiển
  - Khí động lực học và Động lực học cấu trúc
  - Cơ điện tử Micro và Nano
  - Robot.

## Các dự án của Viện
- Dự án vệ tinh nhỏ Pico
- Dự án vệ tinh VNREDSat-1